# Tour de Vendée 2002
Il Tour de Vendée 2002, trentunesima edizione della corsa e valida come evento del circuito UCI categoria 1.3, si svolse il 28 aprile 2002 per un percorso totale di 201,4 km. Fu vinta dal francese Franck Bouyer che terminò la gara con in 4h54'24" alla media di 41,046 km/h.
Al traguardo 73 ciclisti portarono a termine il percorso.

## Ordine d'arrivo (Top 10)
| Pos. | Corridore            | Squadra         | Tempo    |
| ---- | -------------------- | --------------- | -------- |
| 1    | Franck Bouyer        | Bonjour         | 4h54'24" |
| 2    | Walter Bénéteau      | Bonjour         | 1'02"    |
| 3    | Geert Omloop         | Palmans         | s.t.     |
| 4    | Christophe Detilloux | Lotto           | s.t.     |
| 5    | Tom Leaper           | Navigators      | 1'04"    |
| 6    | Médéric Clain        | Cofidis         | 1'43"    |
| 7    | Bert De Waele        | Landbouwkrediet | 1'44"    |
| 8    | Stéphane Barthe      | Saint-Quentin   | s.t.     |
| 9    | Patrice Halgand      | Jean Delatour   | a 1'52"  |
| 10   | Bradley McGee        | Franç. des Jeux | s.t.     |